# Miss USA 2006
Miss USA 2006 è la cinquantacinquesima edizione del concorso di bellezza Miss USA, e si è svolto presso il 1st Mariner Arena di Baltimora, Maryland il 21 aprile 2006. Vincitrice del concorso alla fine dell'evento è risultata Tara Conner del Kentucky.

## Risultati

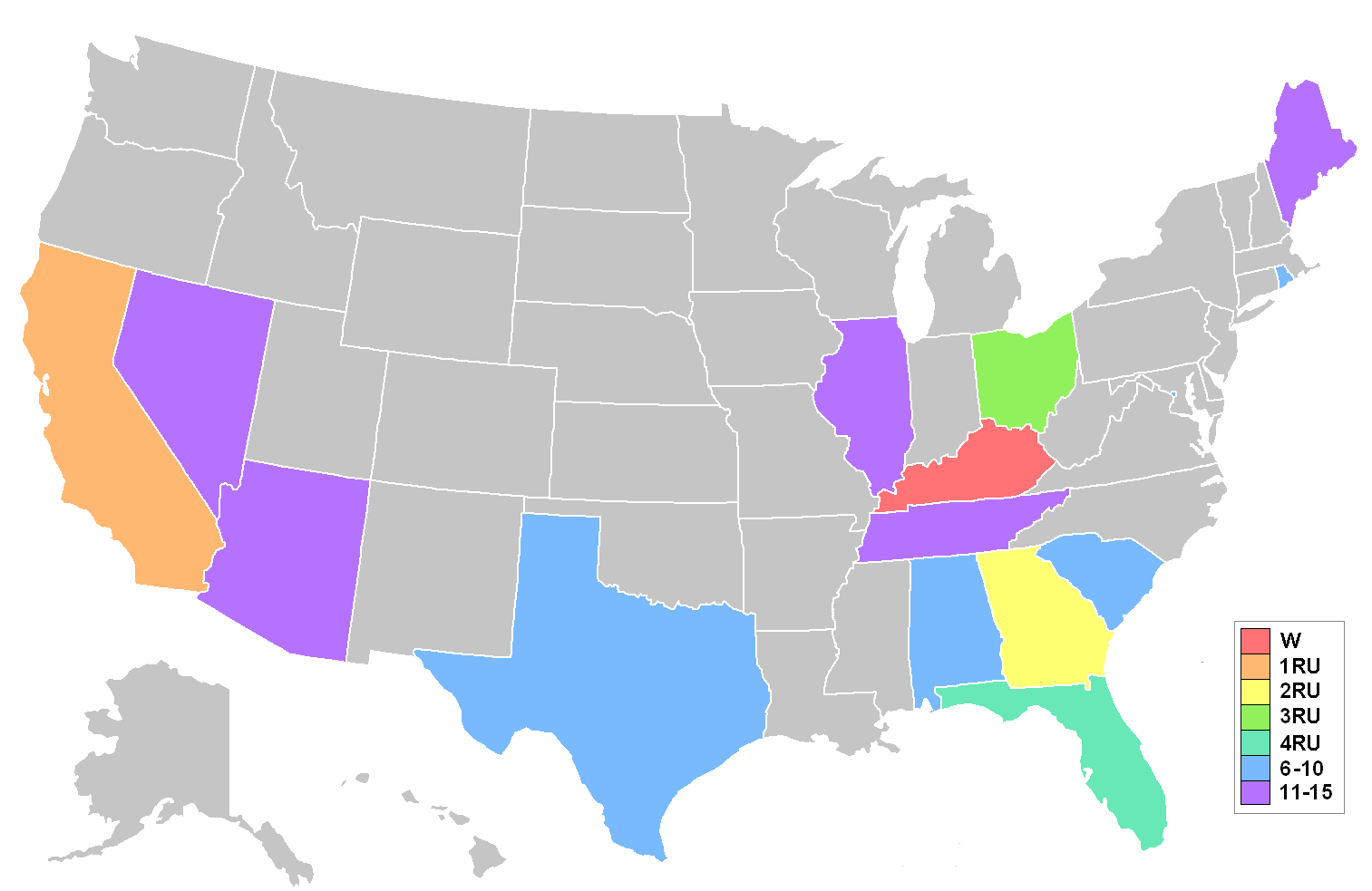
La mappa mostra i piazzamenti per stato.

### Piazzamenti
| Risultato finale | Concorrente |
| ---------------- | --- |
| Miss USA 2006    | - Kentucky - Tara Conner |
| 2ª classificata  | - California - Tamiko Nash |
| 3ª classificata  | - Georgia - Lisa Wilson |
| 4ª classificata  | - Ohio - Stacy Offenberger |
| 5ª classificata  | - Florida - Cristin Duren |
| Top 10           | - Alabama - Haleigh Stidham - Distretto di Columbia - Candace Allen - Rhode Island - Leeann Tingley - Carolina del Sud - Lacie Lybrand - Texas - Lauren Lanning |
| Top 15           | - Arizona - Brenna Sakas - Illinois - Catherine Warren - Maine - Katee Stearns - Nevada - Lauren Scyphers - Tennessee - Lauren Grissom                          |

### Riconoscimenti speciali
| Riconoscimento    | Concorrente                 |
| ----------------- | --------------------------- |
| Miss Congeniality | - Minnesota - Dottie Cannon |
| Miss Photogenic   | - Florida - Cristin Duren   |

## Concorrenti

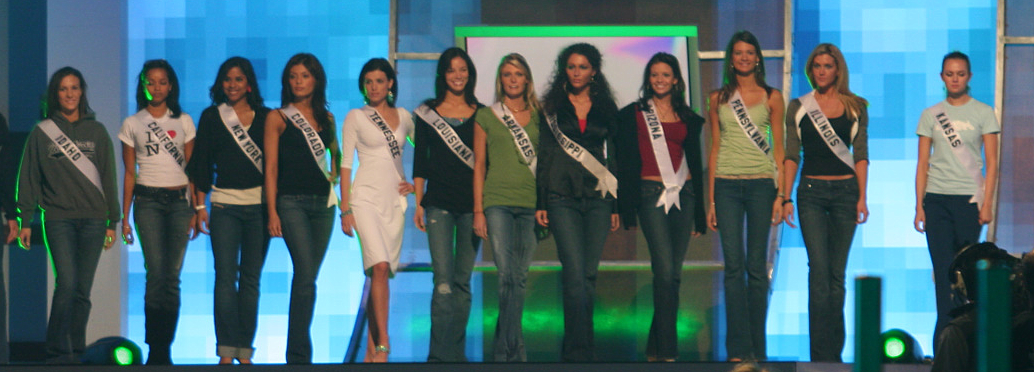
Le concorrenti del concorso durante le prove.

- Alabama – Haleigh Stidham
- Alaska – Noelle Meyer[2]
- Arizona – Brenna Sakas
- Arkansas – Kimberly Forsyth
- California – Tamiko Nash[3]
- Carolina del Nord – Samantha Holvey
- Carolina del Sud – Lacie Lybrand
- Colorado – Jacqueline Madera
- Connecticut – Jeannine Phillips
- Dakota del Nord – Kimberly Krueger
- Dakota del Sud – Alexis LeVan
- Delaware – Ashlee Greenwell
- Distretto di Columbia – Candace Allen
- Florida – Cristin Duren[4]
- Georgia – Lisa Wilson
- Hawaii – Radasha Ho'ohuli
- Idaho – Allyson Swan
- Illinois – Catherine Warren
- Indiana – Bridget Bobel
- Iowa – Sarah Corpstein
- Kansas – Ashley Aull
- Kentucky – Tara Conner
- Louisiana – Christina Cuenca
- Maine – Katee Stearns[5]
- Maryland – Melissa DiGiulian
- Massachusetts – Tiffany Kelly[6]
- Michigan – Danelle Gay[7]
- Minnesota – Dottie Cannon[8]
- Mississippi – Kendra King
- Missouri – Kristi Capel[9]
- Montana – Jill McLain
- Nebraska – Emily Poeschl[10]
- Nevada – Lauren Scyphers[11]
- New Hampshire – Krystal Barry
- New Jersey – Jessica Boyington
- New York – Adriana Diaz
- Nuovo Messico – Onawa Lacy[12]
- Ohio – Stacy Offenberger
- Oklahoma – Robyn Watkins[13]
- Oregon – Allison Machado[14]
- Pennsylvania – Tanya Lehman[15]
- Rhode Island – Leeann Tingley
- Tennessee – Lauren Grissom[16]
- Texas – Lauren Lanning
- Utah – Soben Huon
- Vermont – Amanda Gilman
- Virginia – Amber Copley[17]
- Virginia Occidentale – Jessica Wedge
- Washington – Tiffany Doorn
- Wisconsin – Anna Piscitello[18]
- Wyoming – Kristin George

## Giudici
Giudici della fase preliminare
- Jeff Kimbell
- Kerry Cavanaugh
- Natasha O'Dell
- Valerie Boyce
- Arnold Williams
- Robb Merrit
- Rhona Gaff

Giudici della fase finale
- Jillian Barberie
- Donny Deutsch
- Gina Drosos
- Steve Madden
- Nicole Linkletter
- Donald Trump Jr.
- James Hyde
- Hines Ward
- Chad Hedrick